# Kowloon Rock
Kowloon Rock (kinesiska: 九龍石, 九龙石) är en klippa i Hongkong (Kina). Den ligger i den centrala delen av Hongkong. Kowloon Rock ligger 1 meter över havet.
Terrängen runt Kowloon Rock är kuperad österut, men västerut är den platt. Havet är nära Kowloon Rock åt sydost.  Centrala Hongkong ligger 5,4 km sydväst om Kowloon Rock. 